# Dolna Kolonia
Dolna Kolonia – zniesiona wieś w Polsce położona w województwie świętokrzyskim, w powiecie kieleckim, w gminie Piekoszów.
W latach 1975–1998 miejscowość administracyjnie należała do województwa kieleckiego.
Nazwę zniesiono z 2023 r.

## Położenie
Wieś położona na północny zachód od Kielc, południowy zachód od Miedzianej Góry do siedziby gminy Piekoszowa ok. 2 km.